# Nicolaea lemuria
Nicolaea lemuria is een vlinder uit de familie van de Lycaenidae. De wetenschappelijke naam van de soort werd als Thecla lemuria in 1868 gepubliceerd door William Chapman Hewitson.

## Synoniemen
- Thecla collustra Druce, 1907